# Cocoa Tea
Cocoa Tea (ou Coco Tea), né Calvin George Scott le 3 septembre 1959 en Jamaïque et mort le 11 mars 2025, est un auteur-interprète de reggae et de dancehall.

## Biographie
Il est né dans le village de pêcheurs de Rocky Point, paroisse de Clarendon, en Jamaïque. Il est populaire en Jamaïque depuis 1985 et connu mondialement depuis les années 1990.
En 1983, il obtient deux tubes produits par Henry "Junjo" Lawes : Rocking Dolly et I Lost My Sonia. En 1989, il forme un trio avec Home T et Shabba Ranks : leur combinaison à la gloire des radios "pirates", Pirates' Anthem, est un hit single.
En 1997, il lance son propre label, Roaring Lion Records.
Il a lancé les événements annuels du réveillon du Nouvel An, le Dancehall Jam Jam, en 2003, qui ont duré jusqu'en 2009, avec le projet de le ressusciter en 2015.
Il meurt le 11 mars 2025, d'un arrêt cardiaque.

## Discographie sélective
- 2014 - Crab dem (earlydays records)
- 2008 - Yes We Can
- 2008 - Barack Obama
- 2007 - Biological Warfare
- 2007 - Tune In
- 2006 - 'Save Us Oh Jah
- 2004 - I Have Been Waiting
- 2004 - Tek Weh Yuh Gal
- 2004 - Authorized
- 2003 - Live In Jamaica
- 2001 - Feel The Power
- 2000 - Unforgettable
- 2000 - Live Inna Bataclan
- 2000 - Live in Jamaica (avec Everton Blender)
- 1999 - Israel Vibration meets Cocoa Tea
- 1997 - Holy Mount Zion (Motown)
- 1997 - RAS Portraits (Ras)
- 1996 - Israel's King (V.P. Records)
- 1995 - Come Love Me
- 1994 - Sweet Love
- 1994 - 'C'an't live so' (Shanachie)
- 1994 - Good life (V.P. 'Records)
- 1993 - One Up
- 1992 - Can't Stop Cocoa Tea (V.P. Records)
- 1992 - Kingston Hot (Ras)
- 1992 - Another One For The Road
- 1991 - Rocking Dolly
- 1990/1991 - Riker's Island (V.P. Records)
- 1987 - Come Again
- 1985 - Settle Down
- 1985 - Mr Coco Tea
- 1985- 1991 The Marshall